# Biboki Tanpah
Biboki Tanpah ist ein indonesischer Distrikt (Kecamatan) im Westen der Insel Timor.

## Geographie
| „Dorf“ (Desa) | Verwaltungssitz | Fläche    | Einwohner | Bevölkerungs- dichte |
| ------------- | --------------- | --------- | --------- | -------------------- |
| Teba          | Oenopu          | 17,50 km² | 1.778     | 101,60               |
| Oerinbesi     | Tuamese         | 20,50 km² | 1.235     | 60,24                |
| Oekopa        | Tuato‘o         | 40,00 km² | 1.782     | 44,55                |
| Ostteba       | Taluik          | 21,95 km² | 1.441     | 68,13                |

Der Distrikt befindet sich im Osten des Regierungsbezirks Nordzentraltimor (Timor Tengah Utara) der Provinz Ost-Nusa-Tenggara (Nusa Tenggara Timur). Im Süden liegt der Distrikt Insana, im Westen Südbiboki (Biboki Selatan) und im Norden Nordbiboki (Biboki Utara). Im Osten grenzt Biboli Tanpah an den Regierungsbezirk Malaka mit seinem Distrikt Laenmanen.
Biboki Tanpah hat eine Fläche von 99,15 km² und teilt sich in die vier Desa Teba im Westen, Oerinbesi und Oekopa im Nordosten und Ostteba (Teba Timur) im Südosten. Der Verwaltungssitz befindet sich in Oenopu im Desa Teba.  Das Territorium liegt in einer Meereshöhe von unter 500 m. Das Klima teilt sich, wie sonst auch auf Timor, in eine Regen- und eine Trockenzeit.

## Einwohner
2017 lebten in Biboki Tanpah 6.236 Einwohner. 3.074 waren Männer, 3.162 Frauen. Die Bevölkerungsdichte lag bei 62,88 Personen pro Quadratkilometer. 6.152 Personen bekannten sich zum katholischen Glauben, 80 waren Protestanten und vier Personen muslimischen Glaubens. Im Distrikt gab es eine katholische Kirche und fünf Kapellen.

## Wirtschaft, Infrastruktur und Verkehr
Die meisten Einwohner des Distrikts leben von der Landwirtschaft. Als Haustiere werden Rinder (2.129), Büffel (drei), Schweine (1.737), Ziegen (238) und Hühner (3.905) gehalten. Zudem gibt es auch zwei Fischteiche zur Zucht. Auf 652 Hektar wird Mais angebaut, auf 724 Hektar Reis, auf 600 Hektar Maniok, auf 30 Hektar Süßkartoffeln, auf 50 Hektar Erdnüsse und auf zehn Hektar grüne Bohnen. Weitere landwirtschaftliche Produkte sind Bohnen, Chili, Tomaten, Gurken, Spinat, Kokosnüsse, Cashewnüsse, Kaffee, Kakao, Haselnüsse, Kapok, Arecanüsse, Pfeffer und Vanille.
In Biboki Tanpah gibt es fünf Grundschulen, zwei Mittelschulen und eine weiterführende Schule. Zur medizinischen Versorgung stehen ein kommunales Gesundheitszentrum (Puskesmas), ein medizinisches Versorgungszentrum (Puskesmas Pembantu) und zwei Hebammenzentren (Polindes) zur Verfügung.
Der öffentliche Verkehr wird betrieben durch zwei Kleinbusse, 20 Pick Ups und Lastwagen, zwei Busse, 62 Motorrädern und zwei anderen Fahrzeugen.